# Granatnik Typ 89
Granatnik Typ 89 (jap. 八九式重擲弾筒 hachi-kyū-shiki jū-tekidan-tō) – japoński granatnik wprowadzony do uzbrojenia w 1929 roku, używany w czasie II wojny światowej.

## Historia
W 1921 roku Cesarska Armia Japońska wprowadziła na uzbrojenie granatnik Typ 10. Miał on gładką lufę i miotał granaty ręczne Typ 10 (później także specjalne Typ 91). Jednak zasięg miotania i celność były niskie.
Dlatego w 1929 roku wprowadzono do uzbrojenia nowy granatnik Typ 89. Dzięki zastosowaniu gwintowanej lufy i specjalnie opracowanemu granatowi Typ 89 udało się znacznie zwiększyć zasięg i celność miotanych granatów. Z granatnika można było wystrzeliwać także starsze granaty Typ 91.

## Służba
Granatniki Typ 89 stały się jedną z podstawowych broni japońskiej piechoty. Z reguły były obsługiwane przez trzy osoby (granatnik mógł być łatwo rozłożony na trzy części). Każdy pluton piechoty posiadał na uzbrojeniu trzy lub cztery granatniki.

## Opis techniczny

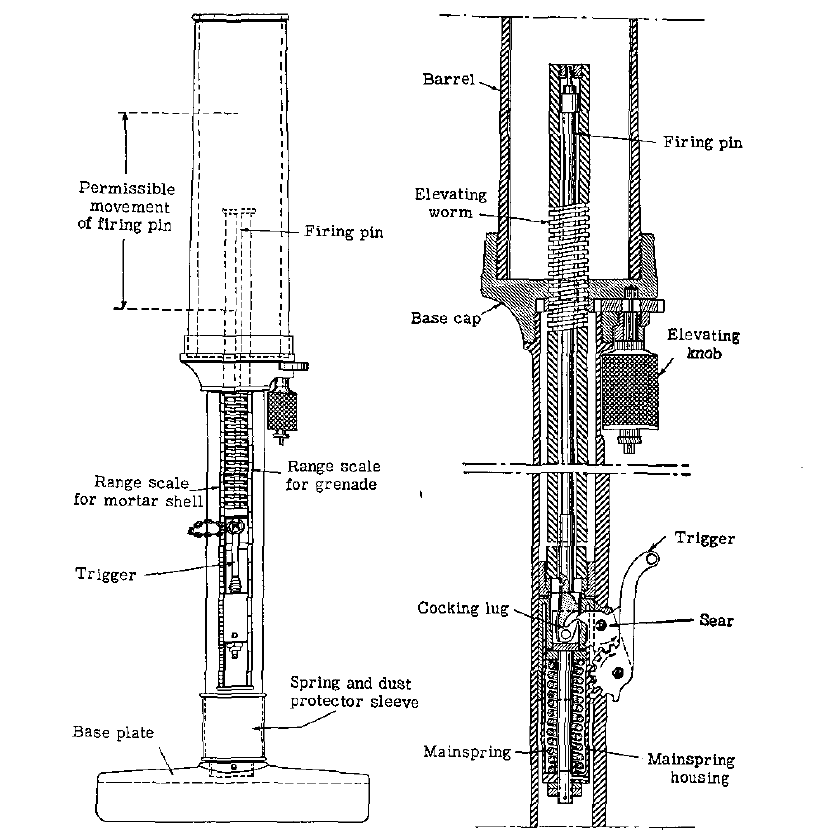
Schemat granatnika typ 89

Granatnik Typ 89 był zespołową bronią jednostrzałową, odprzodową, gwintowaną. Składał się z lufy, do której umocowana była od dołu tuleja zakończona płytą oporową. Wewnątrz tulei znajdował się mechanizm regulujący odległość miotania granatu i uderzeniowy. Granaty były odpalane z lufy pochylonej pod kątem 45 stopni (część granatników miała libellę ułatwiającą ustawienie broni pod tym kątem). Zasięg miotania zmieniano obracając umieszczone obok tulei pokrętło. Jego obracanie powodowało ruch umieszczonego w tulei nagwintowanego pręta. Zależnie od jego pozycji zmieniała się głębokość, na jakiej pocisk znajdował się w lufie. Jeśli znajdował się blisko wylotu, to duża przestrzeń pod pociskiem sprawiała, że ciśnienie gazów prochowych było niskie i odległość, na którą był miotany granat niewielka. Odwrotnie, odpalenie pocisku znajdującego się blisko dna lufy powodowało, że ciśnienie w lufie było wysokie i zasięg miotania duży. Wysuwanie pręta powodowało jednoczesne przesuwanie się przymocowanego do niego mechanizmu spustowego wzdłuż szczeliny w tulei. Po obu stronach szczeliny były umieszczone skale zasięgu (po prawej dla granatu Typ 91, po lewej dla granatu Typ 89). 